# صالح أديبي
صالح أديبي أكاديمي ودبلوماسي إيراني من أصل كردي يعمل كسفير إيران الإستثنائي والمفوض حاليا إلى فيتنام، وفوض كسفير معتمد وغير مقيم إلى كمبوديا.
صالح أديبي هو أول سفير سني وأول سفير كردي في إيران.